# Alone (film 2010)
Alone è un cortometraggio del 2010, diretto da Chris Roewe.

## Trama
Steven, ragazzino di dieci anni, viene lasciato solo in casa per la prima volta. La notte di completo divertimento che si era prefissato diventa una notte di terrore quando scopre che dalla prigione locale è fuggito un serial killer. Ma il serial killer esiste veramente o è presente solo nella sua immaginazione?

## Riconoscimenti
Young Artist Award per la miglior performance in un cortometraggio di un Giovane attore